# Бэкон, Натаниэл (художник)
Натаниэ́л Бэ́кон (англ. Nathaniel Bacon; 1585 — 1 июля 1627) — английский аристократ и художник-портретист, писавший также натюрморты.

## Биография
Натаниэл Бэкон был младшим сыном в семье сэра Николаса Бэкона, 1-го баронета Редгрейв и Анны Баттс, дочери Эдмунда Баттса и Анны Бурес. Его дядей был Фрэнсис Бэкон, известный учёный и философ, занимавший высокие государственные должности.
В мае 1614 года, женился на леди Джейн Корнуоллис, вдове сэра Уильяма Корнуоллиса из Брома. У Натаниэля и Джейн было трое детей: сын Николас (1617—1660) и две дочери Джейн (1624—1627) и Анна, которая вышла замуж за Томаса Маутиса.
Бэкон был художником, писавшим портреты и натюрморты, на которых были изображены молодые пышногрудые женщины в окружении овощей и фруктов. Среди его работ наиболее известны «Повариха с натюрмортом из овощей и фруктов», «Портрет леди Джейн Корнуоллис», несколько автопортретов и упоминается, что он был пейзажистом. Сообщается, что жанр его работ был связан с преобладавшей в то время голландской школой живописи.
В честь коронации короля Карла I был посвящён в рыцари Бани и его супругу стали называть леди Бэкон. Скончался 1 июля 1627 года, в возрасте 42 лет.

## Галерея

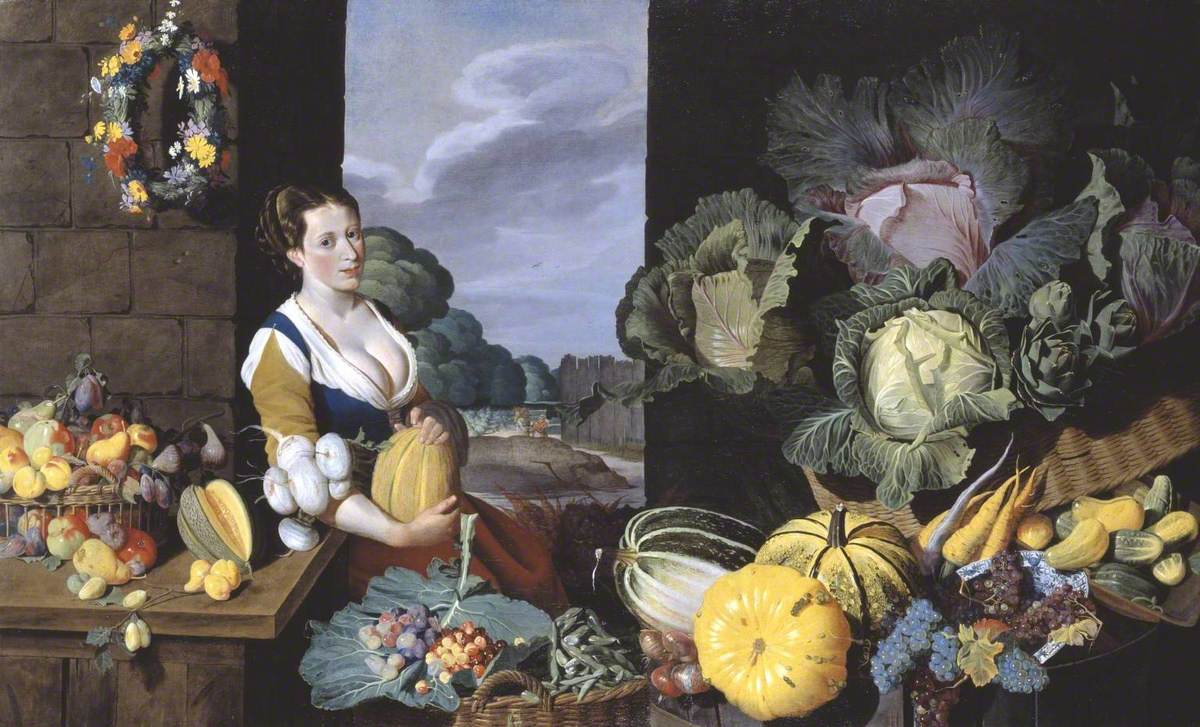
Повариха с натюрмортом из овощей и фруктов
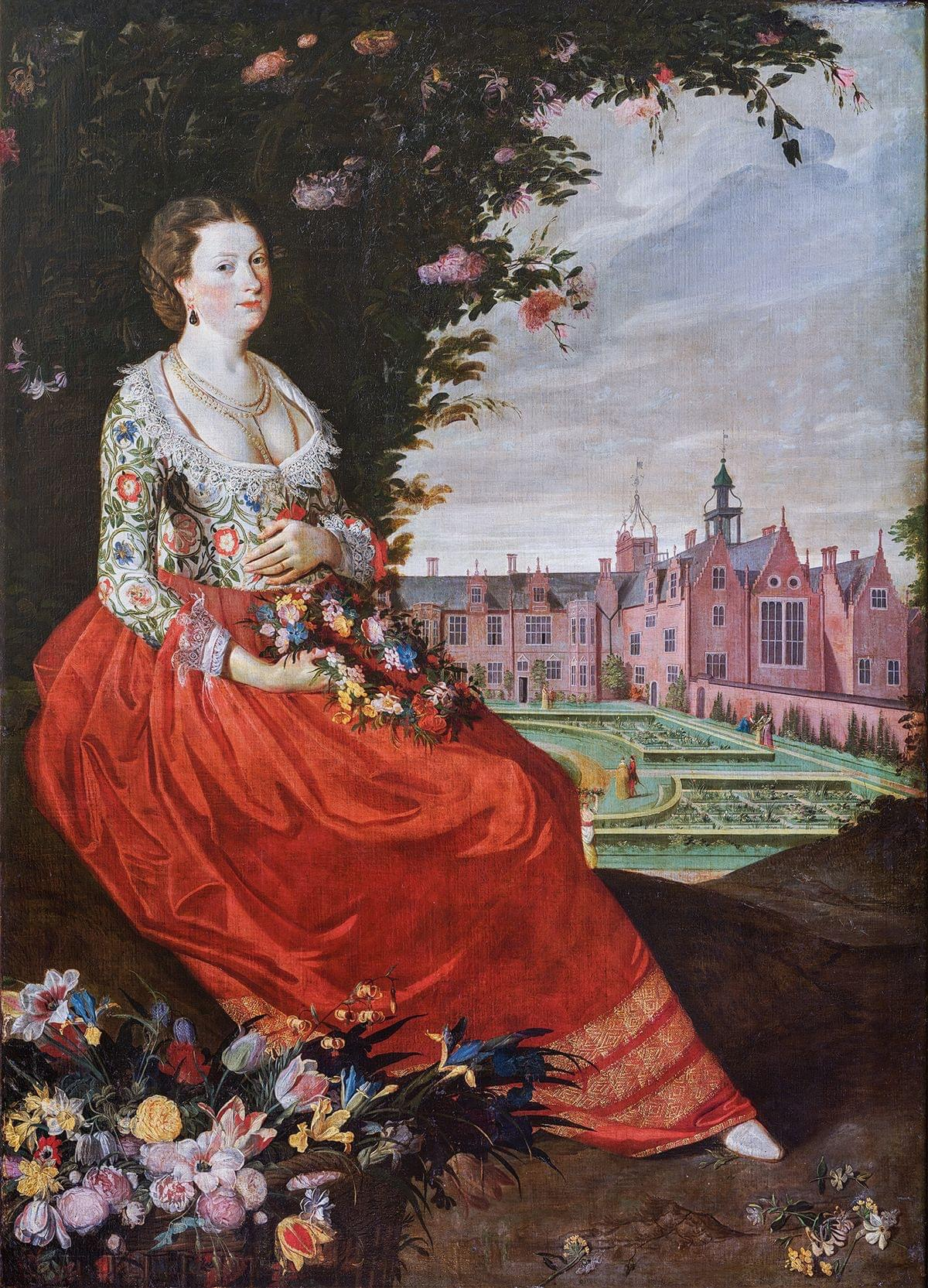
Портрет леди Джейн Корнуоллис, супруги Натаниэла Бэкона
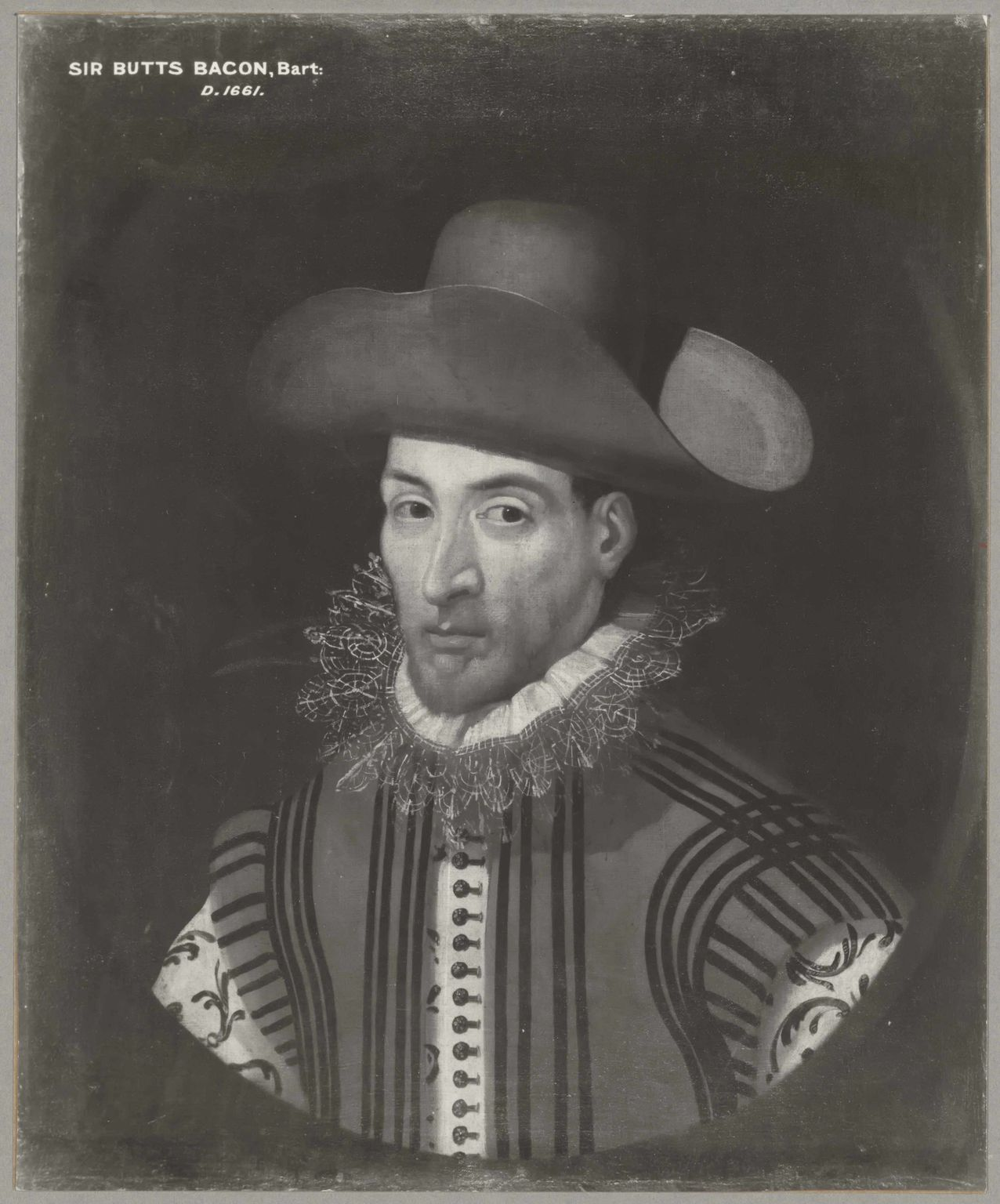
Портрет сэра Баттса Бэкона, 1-го баронета